# اوپر اسمیت
اوپر اسمیت (انگلیسی: Upsher-Smith) شرکت داروسازی بریتانیایی است، که در سال ۱۹۱۹ تأسیس شد.